# Centre cilio-spinal
 (février 2022).
Le centre cilio-spinal de Budge et Waller est une structure qui reçoit des entrées du prétectum et sort vers le ganglion cervical supérieur.
Il est situé dans les colonnes cellulaires intermédio-latérales (IMLCC) de la moelle épinière entre C8 et T2.
Il joue un rôle dans le contrôle du muscle dilatateur de l'iris.
Il est associé à un réflexe identifié par Augustus Volney Waller  et Ludwig Julius Budge en 1852.